# Praxis der freiwilligen Gerichtsbarkeit
Die Praxis der freiwilligen Gerichtsbarkeit, kurz FGPrax, ist eine deutsche juristische Fachzeitschrift (ISSN 0425-1288). Sie erscheint seit 1995 zweimonatlich im Verlag Beck, München.
Ihre Vorgängerin war die Zeitschrift Entscheidungen der Oberlandesgerichte in Zivilsachen, kurz OLGZ, aus den Jahren 1965 bis 1994.